# Emilio Ambasz
Emilio Ambasz (* 13. Juni 1943 in Resistencia, Chaco, Argentinien) ist ein aus Argentinien stammender US-amerikanischer Industriedesigner und Architekt von internationalem Rang.

## Biografie
Ambasz studierte an der Princeton University, lehrte ein Jahr lang an der Hochschule für Gestaltung Ulm und hatte bis 1969 eine Professur in Princeton. Zusammen mit Peter Eisenman gründete er 1967 das Institute of Architecture and Urban Studies in New York City und von 1970 bis 1976 Kurator der Abteilung Design des Museum of Modern Art in New York, wo er 1972 eine richtungweisende Ausstellung mit dem Titel „Italy: The New Domestic Landscape – Achievements and Problems of Italian Design“ organisierte.
Im Jahre 1977 gründete er in New York sein eigenes Designstudio, Emilio Ambasz and Associates, und 1981, ebenfalls in New York, die Emilio Ambasz Design Group.
Zwischen 1981 und 1985 war Ambasz Präsident der Architectural League und lehrte in Princeton und an mehreren anderen amerikanischen Universitäten.
Ambasz ist bekannt als Lehrer für Design und als Autor, aber auch für eine Reihe bemerkenswerter Stuhl- und Lampenentwürfen.
Zu seinen Architekturprojekten gehören das Center for Applied Computer Research and Programming in Las Promesas, Mexiko, das Grand Rapids Art Museum in Michigan, das Museum of American Folk Art in New York und das San Antonio Botanical Garden Conservatory, Texas. Ambasz gewann den ersten Preis sowie eine Goldmedaille in dem Wettbewerb für einen Masterplan für die Expo 1992 in Sevilla. Seit 1980 arbeitet er als Designchef für die Cummings Engine Co. und gewann zahlreiche Auszeichnungen für seine Lampen- und Stuhlentwürfe. Ambasz Design soll nicht nur funktionale Anforderungen erfüllen, sondern auch „poetische Form haben, um unsere metaphysischen Bedürfnisse zu befriedigen“.
„Designer“, so Ambasz, „müssten lernen, in ihrer Arbeit Vergangenheit und Zukunft miteinander zu versöhnen.“
Ende der 1980er und Anfang der 1990er Jahre kreierte Ambasz in enger Zusammenarbeit mit Klaus Herlitz mehrere mit Design-Preisen des „Museums of Modern Art“ ausgezeichnete Produkte für den Schulbedarfs-Hersteller Herlitz (u. a. ein Farbkasten und ein Schulranzen).

## Zitate
- “It is my deep belief that design is an act of invention. I believe that its real task begins once functional and behavioral needs have been satisfied. It is not hunger, but love and fear, and sometimes wonder, which make us create. Our milieu may change from generation to generation, but the task, I believe, remains the same: to give poetic form to the pragmatic.” (Emilio Ambasz)